# R. A. Lafferty
R. A. Lafferty, pseudonimo di Raphael Aloysius Lafferty (Neola, 7 novembre 1914 – Broken Arrow, 18 marzo 2002), è stato uno scrittore di fantascienza e fantasy statunitense.
Lafferty è noto per il suo uso originale del linguaggio, delle metafore e della struttura narrativa, come anche per il suo particolare ingegno etimologico. Ha anche scritto un ciclo di quattro romanzi autobiografici, In a Green Tree, un testo di storia, The Fall of Rome, e un certo numero di romanzi che potrebbero essere definiti storici.

## Biografia
Lafferty nacque il 7 novembre 1914 a Neola, nell'Iowa, da Hugh David Lafferty, un uomo d'affari attivo nel settore petrolifero, e Julia Mary Burke, insegnante, ultimo di cinque fratelli e sorelle. Il suo primo nome, Raphael, derivò dal giorno in cui si prevedeva che sarebbe nato, la festa dell'arcangelo Raffaele. All'età di quattro anni, la sua famiglia traslocò a Perry, nell'Oklahoma. Si diplomò alla Cascia Hall e in seguito frequentò le scuole serali all'University of Tulsa per due anni, a partire dal 1933, studiando soprattutto matematica e tedesco, ma non completò gli studi. Iniziò a lavorare per la società Clark Electric Co. di Tulsa e per un quotidiano; in questo periodo (1939-1942), frequentò una scuola per corrispondenza, la International Correspondence School.
R. A. Lafferty visse per gran parte della sua vita a Tulsa con la sorella Anna Lafferty. Si arruolò nell'Esercito degli Stati Uniti nel 1942. Dopo l'addestramento in Texas, in Carolina del Nord, in Florida e in California, venne inviato nel Pacifico meridionale, prestando servizio in Australia, in Nuova Guinea, a Morotai e nelle Filippine. Quando si congedò nel 1946 aveva raggiunto il grado di 1st Sergeant (sergente) e prestava servizio nello stato maggiore; aveva ricevuto anche una Asiatic-Pacific Campaign Medal. Non si è mai sposato.
Lafferty non iniziò a scrivere prima dei quarant'anni, durante gli anni cinquanta, ma alla fine produsse trentadue romanzi e più di duecento racconti, la maggior parte dei quali classificati come fantascienza. Il primo racconto pubblicato è The Wagons che uscì sul New Mexico Quarterly Review nel 1959. Il primo racconto di fantascienza pubblicato è Day of the Glacier, in The Original Science Fiction Stories nel 1960, e il suo primo romanzo ad essere pubblicato fu Maestro del passato (Past Master) nel 1968.
Fino al 1971 Lafferty lavorò come ingegnere elettrico. Dopo quell'anno si dedicò completamente alla scrittura fino al 1980, quando la sua produzione subì un calo a causa di un infarto. Smise di scrivere regolarmente nel 1984. Nel 1994 soffrì di un infarto ancor più grave del precedente. Morì il 18 marzo 2002, a 87 anni, in una casa di riposo a Broken Arrow, nell'Oklahoma. Le sue carte, e altri oggetti di sua proprietà, furono donate alla biblioteca McFarlin dell'University of Tulsa, Department of Special Collections and University Archives. Altri manoscritti sono conservati presso la biblioteca dell'University of Iowa.
Il funerale di Lafferty ebbe luogo presso la chiesa cattolica Christ the King di Tulsa, ed è sepolto al St. Rose Catholic Cemetery a Perry.
Gli è stato assegnato un premio alla carriera, il World Fantasy Life Achievement, nel 1990, e un riconoscimento postumo, il Cordwainer Smith Rediscovery Award nel 2002.

## Caratteristiche della narrativa
L'eccentrica prosa di Lafferty è influenzata dal racconto orale tradizionale, sia irlandese sia nativo americano: i suoi personaggi irsuti e racconti esagerati sono unici nella fantascienza. Ben poco di ciò che l'autore ha scritto viene considerato caratteristico del genere. Le sue storie sono più nel solco della tall tale americana che della fantascienza classica, e sono profondamente influenzati dalla sua fede cattolica; Quarta fase (Fourth Mansions, 1970), ad esempio, si basa su Il castello interiore di Santa Teresa d'Avila.
In ogni caso, i suoi scritti, sia per i temi sia per lo stile, non sono facilmente assegnabili a una singola categoria. La trama è spesso di secondaria importanza rispetto a tutto ciò che Lafferty mette nelle sue opere, e questo ha fatto sì che lo scrittore si ritrovasse un ristretto numero di fedeli ammiratori, ma anche che molti lettori rinunciassero a leggere le sue opere.
Non tutta l'opera di Lafferty rientra nella fantascienza o nella fantasy; il suo romanzo Okla Hannali racconta la storia delle tribù Choctaw nel Mississippi, e dopo il sentiero delle lacrime, in Oklahoma, mediante un inverosimile resoconto del personaggio di Hannali e della sua grande famiglia. Quest'opera è stata lodata dal romanziere Dee Brown, che ha pubblicato nel 1970 il prestigioso saggio Seppellite il mio cuore a Wounded Knee sulla violenta relazione tra i nativi americani e l'espansionismo degli Stati Uniti.
L'opera di Lafferty è rappresentata dall'agenzia letteraria Virginia Kidd, che conserva molti dei suoi manoscritti ancora inediti.

## Opere

### Romanzi
- Maestro del passato (Past Master, 1968);
- Cantata spaziale (Space Chantey, 1968);
- Le scogliere della Terra (The Reefs of Earth, 1968);
- Quarta fase (Fourth Mansions, 1970);
- Il diavolo è morto (The Devil is Dead, 1971);
- L'equazione del giorno del giudizio (Annals of Klepsis, 1983);
- La banda di Barnaby Sheen (Ringing Changes, 1982);
- Il 13º viaggio di Sindbad (Sindbad, the 13° Voyage, 1989).

### Racconti
- La madre di Eurema (Eurema's Dam, 1972), vincitore del Premio Hugo per il miglior racconto breve (ex aequo ) e del Premio Seiun come miglior racconto straniero pubblicato in Giappone nel 1975;[10]
- Groaning Hinges of the World Premio Seiun come migliore opera breve di finzione straniera pubblicato in Giappone nel 1993.[10]

### Antologie
- Associazione genitori e insegnanti (Nine Hundred Grandmothers, 1970);
- Strani fatti (Strange Doings, 1970).

## Riconoscimenti
- World Fantasy Life Achievement 1990
- Cordwainer Smith Rediscovery Award 2002